# Wallace Collection (museum)

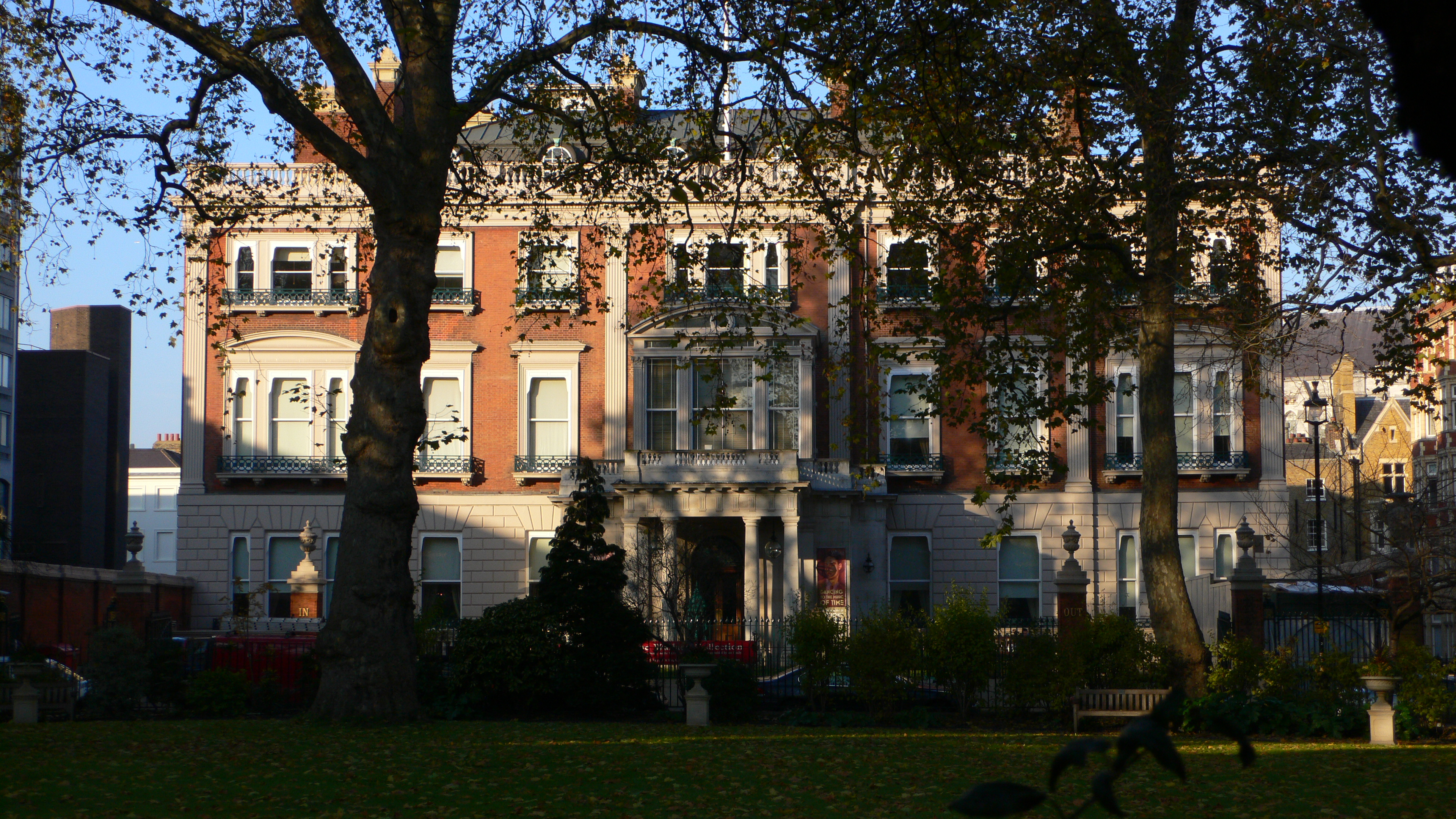
De Wallace Collection aan het Manchester Square

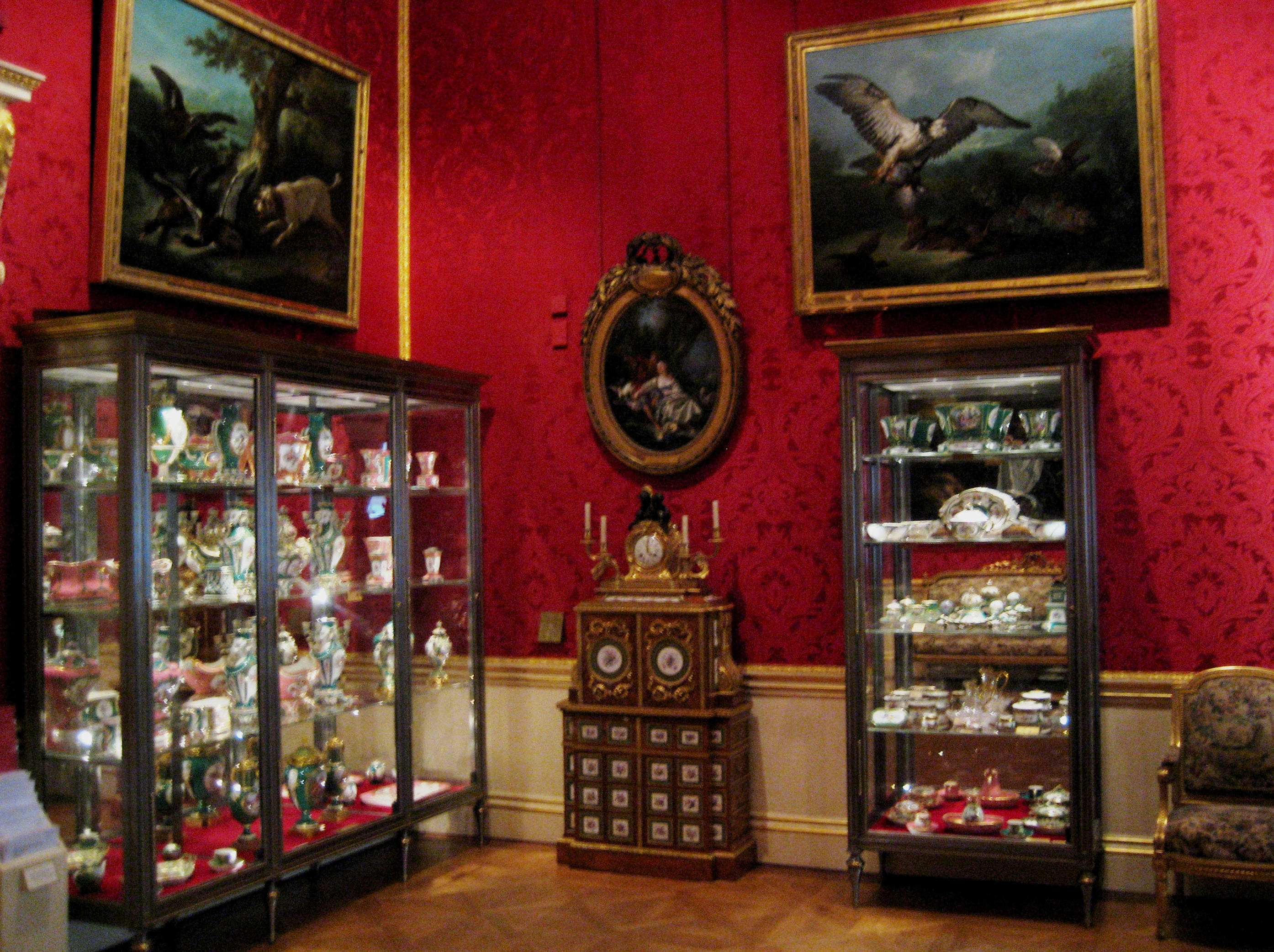
SEVRES - Sèvres porselein kabinet

De Wallace Collection is een nationaal Brits museum, gevestigd in het herenhuis Hertford House aan de Manchester Gardens in Londen. De getoonde kunstwerken komen voort uit de private kunstverzameling van Richard Seymour-Conway, de 4e markies van Hertford (1800-1870).

## De Wallace Collection
De collectie bestaat uit historische stukken (schilderijen, juwelen, porselein, meubilair, wapenuitrusting en munten) uit de privécollectie van Richard Wallace. Het grootste deel van de collectie is Franse 18e-eeuwse kunst met o.a. een staatsieportret van Lodewijk XV en een doek van Jean-Honoré Fragonard. Daarnaast telt de collectie 26 doeken van Jean-Baptiste Greuze, dertig van François Boucher, van Jean-Antoine Watteau zijn er tien; alleen het Louvre doet het beter met veertien doeken. Ook Rembrandt, Willem van Mieris, Frans Hals en andere meesters zoals Diego Velázquez vullen de collectie.
Zijn weduwe schonk de collectie in 1897 aan het Rijk. Het museum opende de deuren in 1900.

## Tentoongestelde werken (selectie)

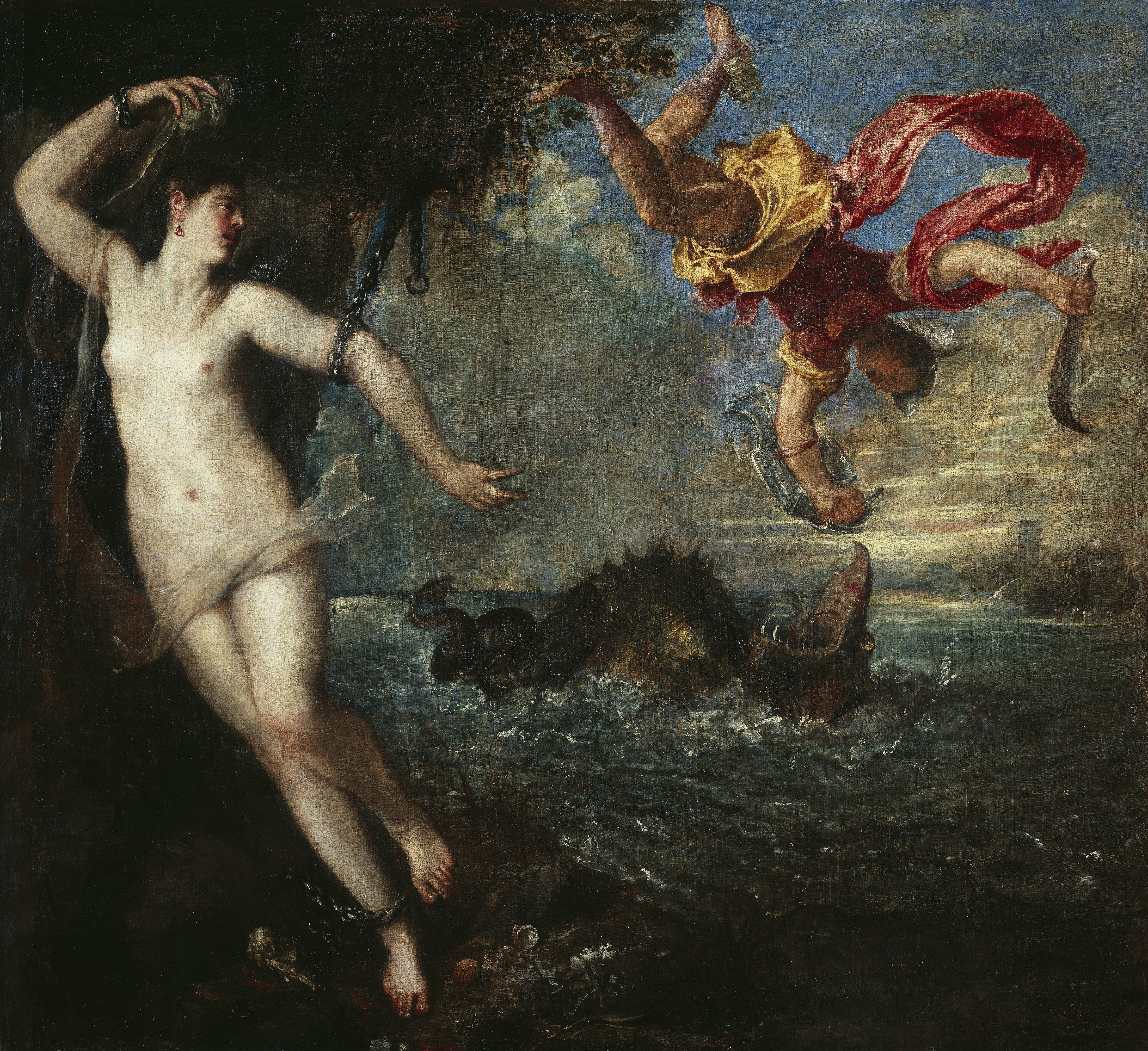
Titiaan: Perseus en Andromeda
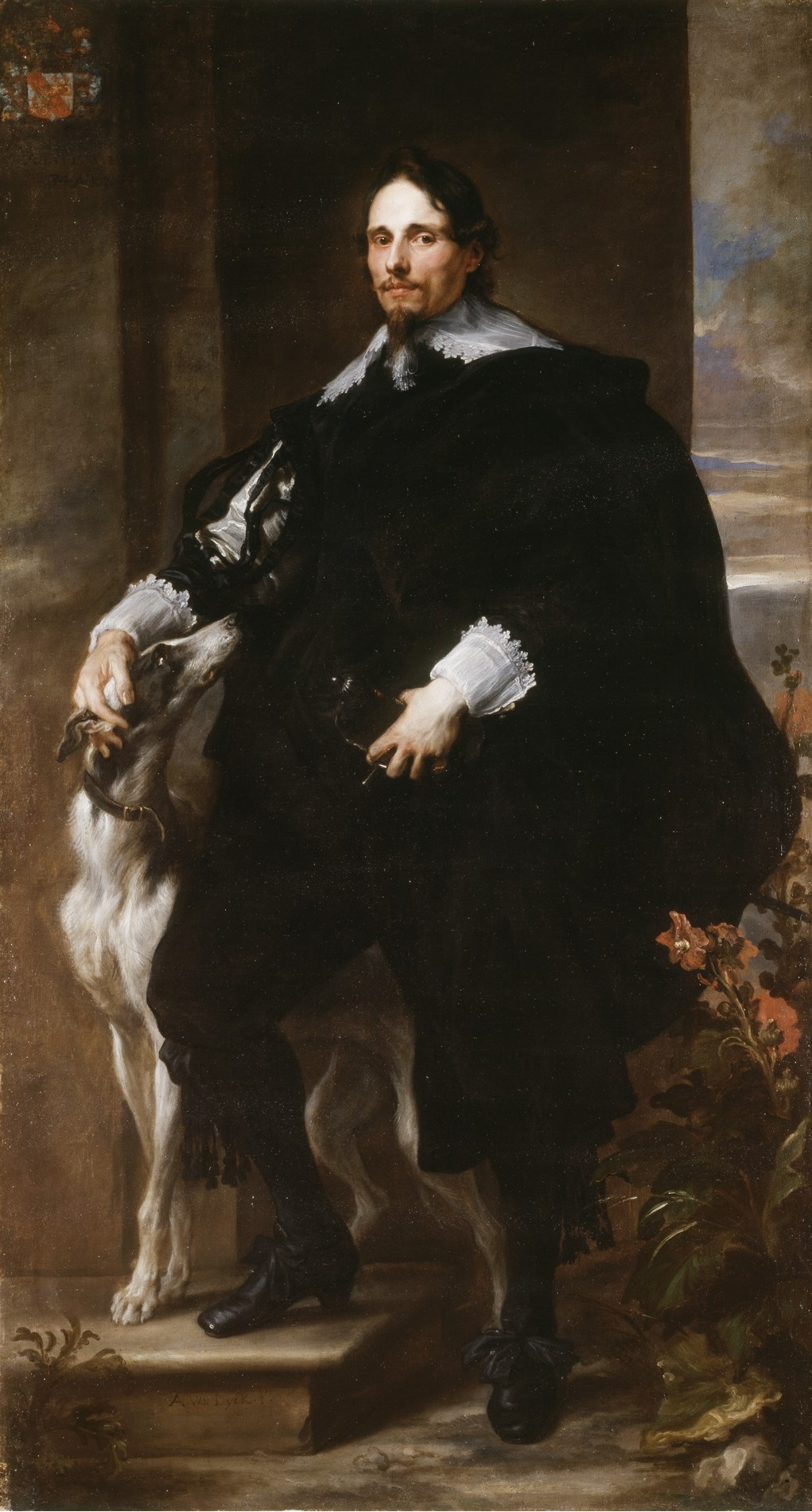
Anthonis van Dyck: Portret van Philippe Le Roy
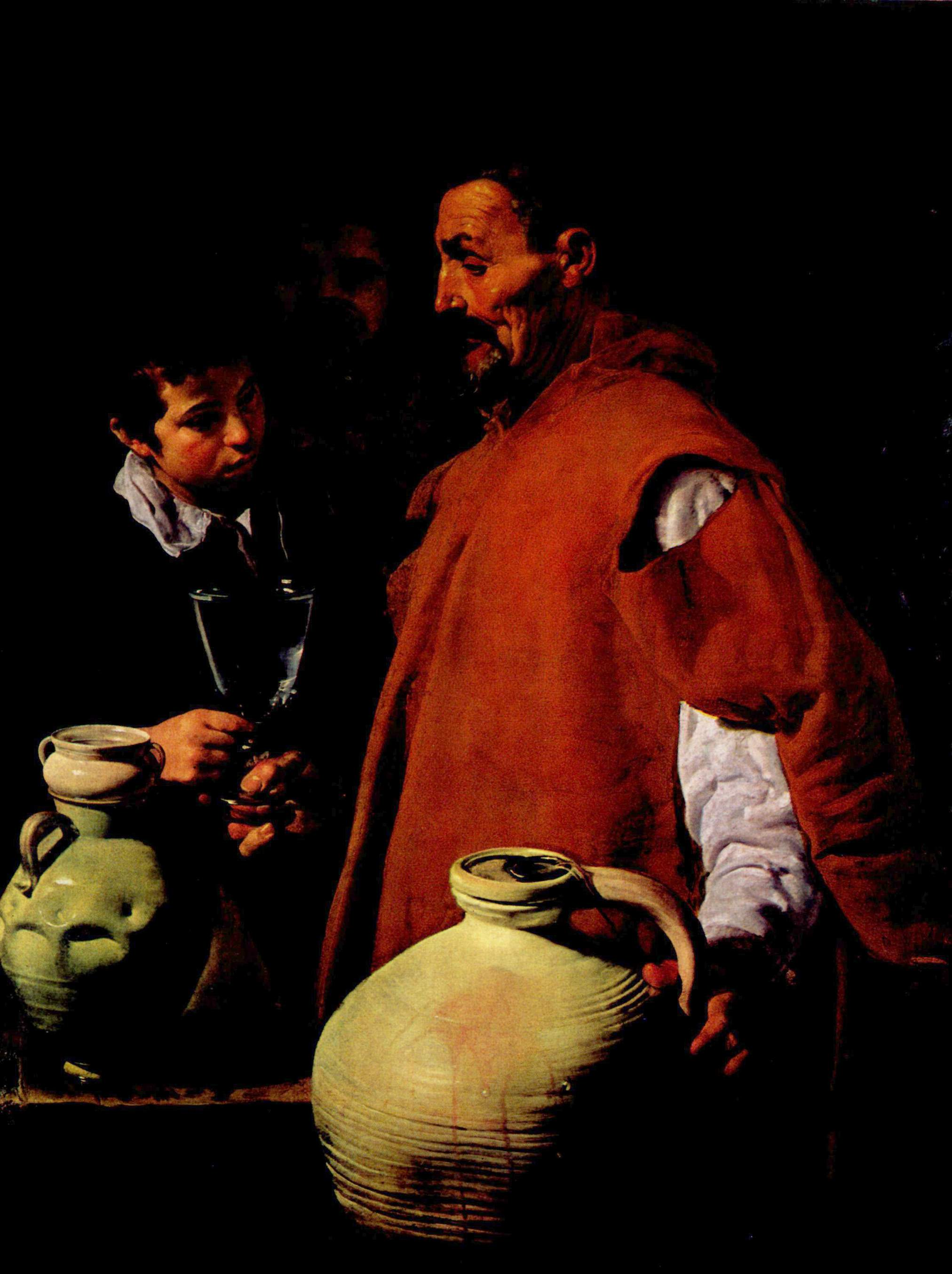
Diego Velázquez: De waterverkoper van Sevilla
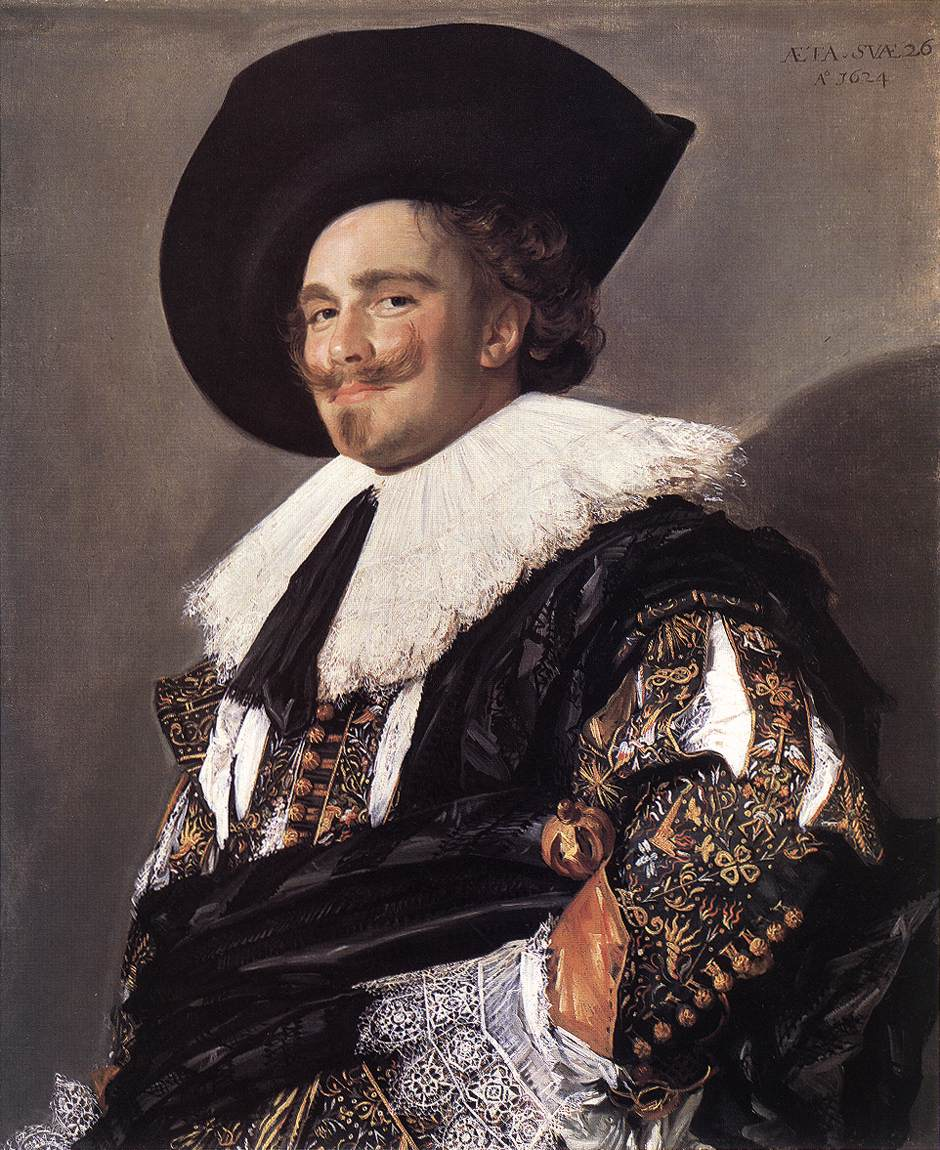
Frans Hals: De lachende Cavalier
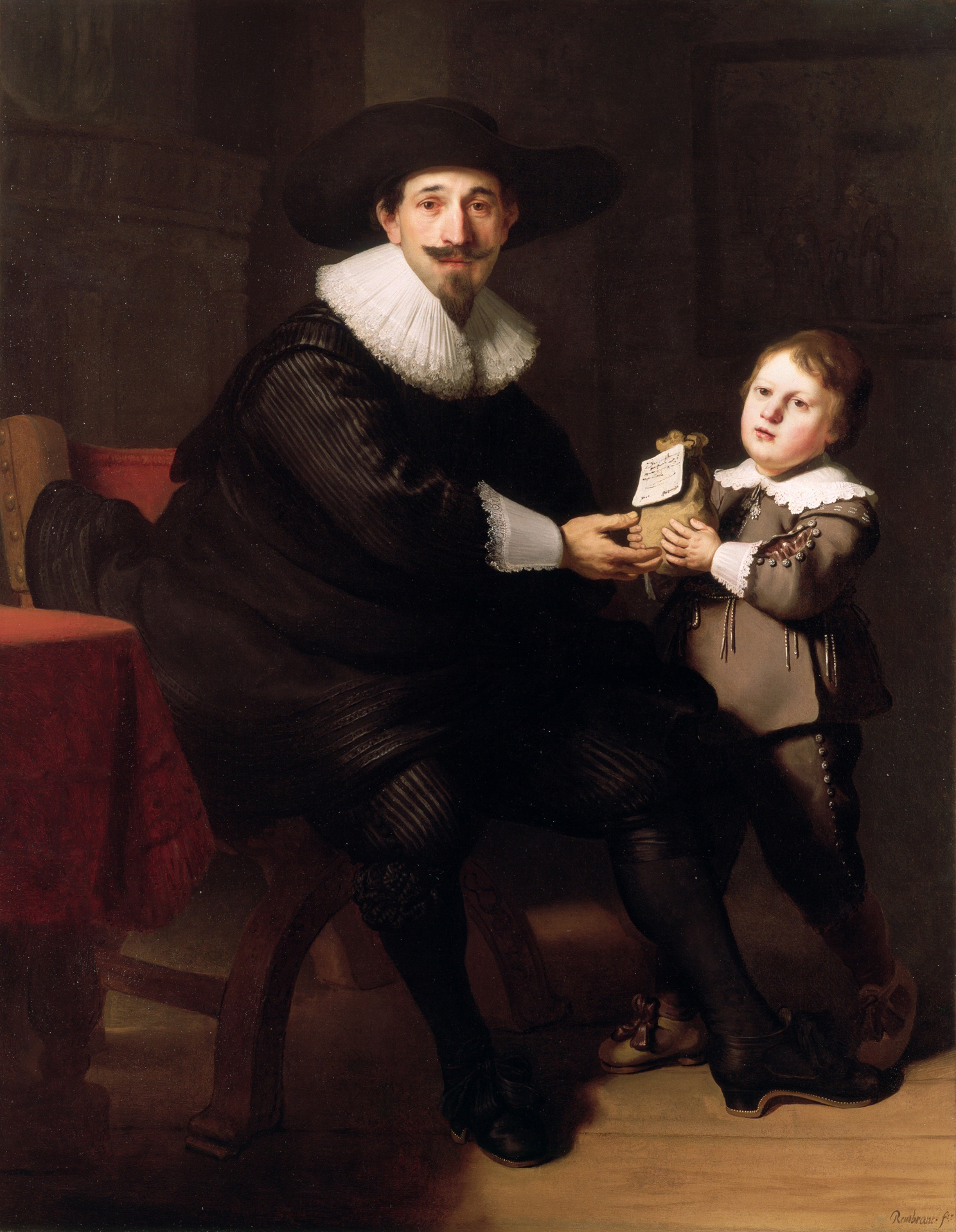
Rembrandt: Jan Pellicorne en zijn zoon Caspar
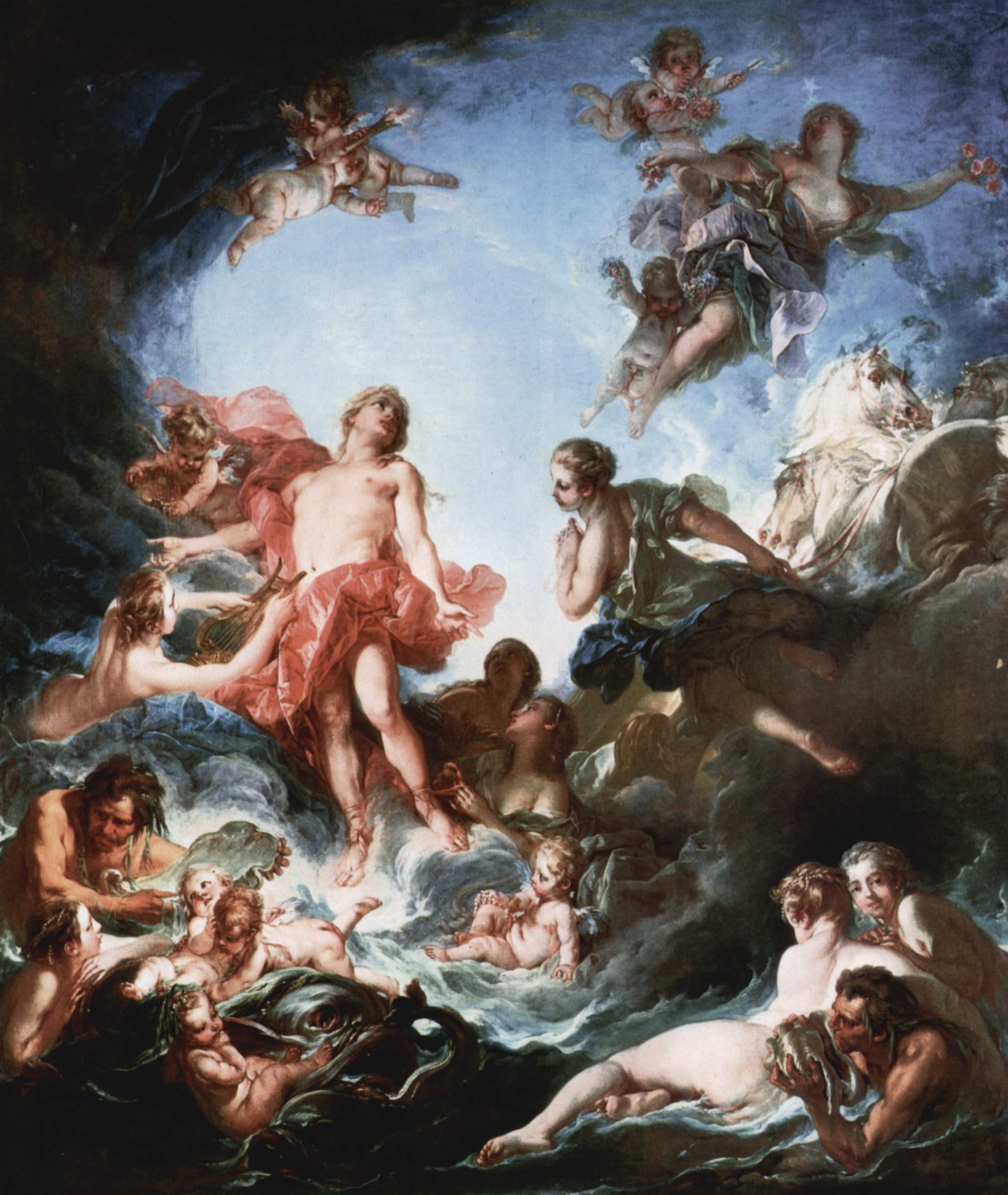
François Boucher: Zonsopgang
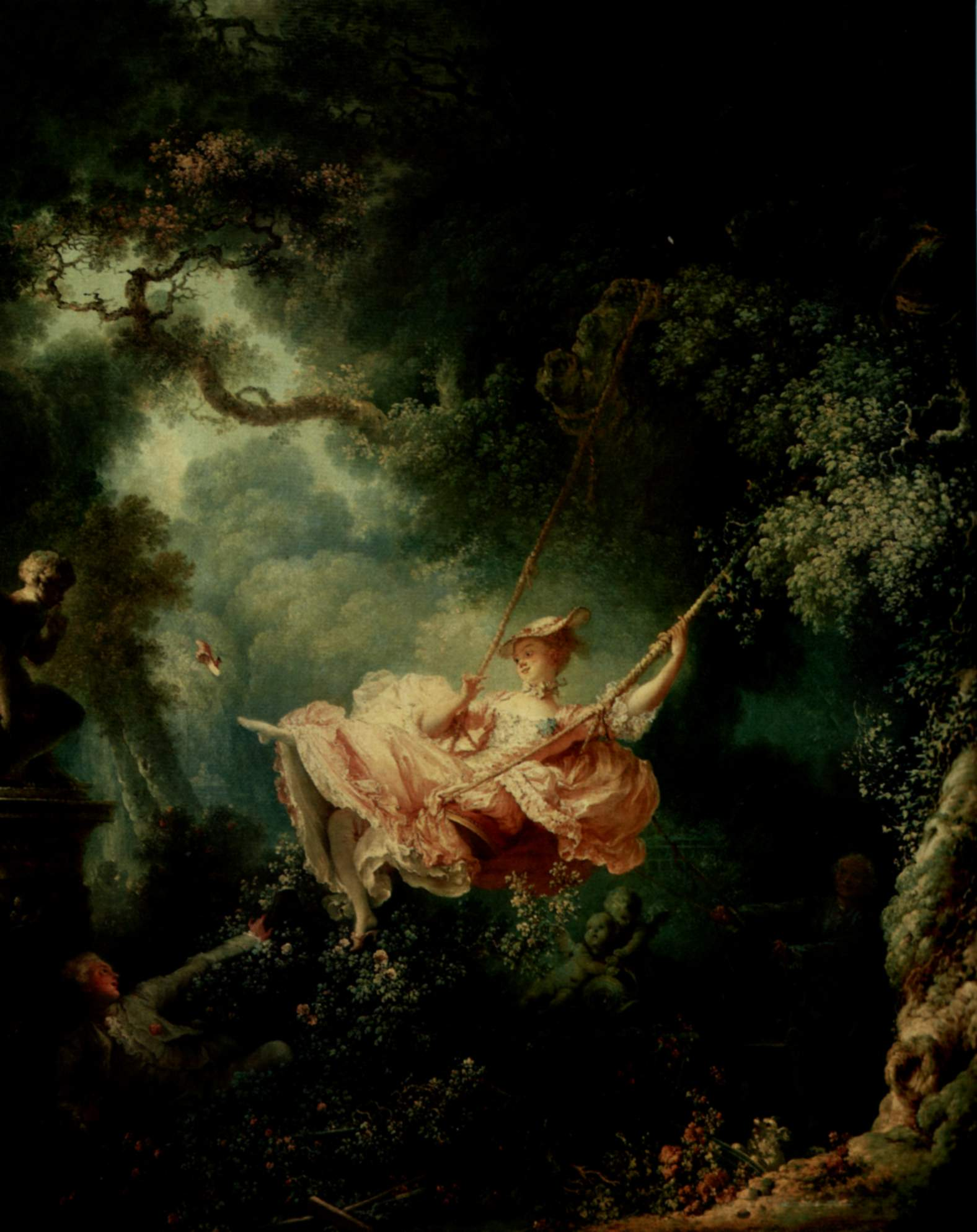
Jean-Honoré Fragonard: De schommel
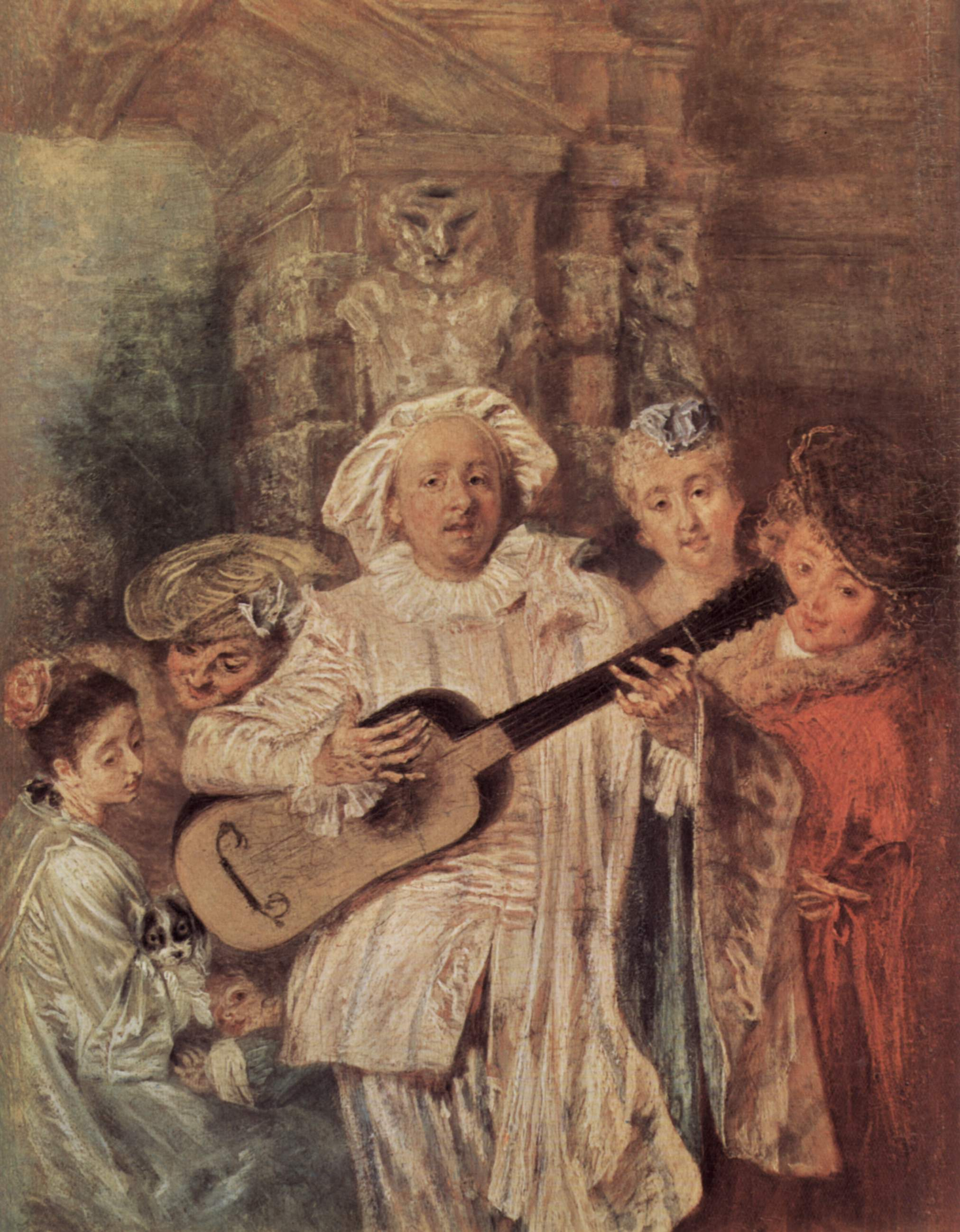
Antoine Watteau: De familie van Mezzetin